# Pycnandra decandra
Pycnandra decandra là một loài thực vật có hoa trong họ Hồng xiêm. Loài này được (Montrouz.) Vink miêu tả khoa học đầu tiên năm 1957.